# Charbonnières-les-Varennes
 Charbonnières-les-Varennes  es una población y comuna francesa, situada en la región de Auvernia, departamento de Puy-de-Dôme, en el distrito de Riom y cantón de Manzat.

## Demografía
| 875 | 838 | 895 | 909 | 1177 | 1215 |
| Para los censos de 1962 a 1999 la población legal corresponde a la población sin duplicidades (Fuente: INSEE [Consultar]) |     |     |     |      |      |